# Chus Trujillo
Ignacio Jesús Trujillo Cabrera (Las Palmas de Gran Canaria, España, 6 de julio de 1971), más conocido como Chus Trujillo, es un entrenador y director deportivo español que actualmente dirige al Terrassa F. C. de la Segunda División RFEF.

## Carrera deportiva
Chus es natural del barrio de Tenoya en Las Palmas de Gran Canaria y formó parte del Atlético Tenoya en su etapa como jugador. Comenzó su trayectoria en los banquillos en las categorías inferiores de la U. D. Las Palmas. En la temporada 2009-10, firmaría por el C. D. Goleta al que dirigiría durante cuatro temporadas. En la temporada 2010-11, logró ascender al club canario a la Primera Regional y en la temporada 2012-13, ascendería a la Regional Preferente.
En la temporada 2013-14, firmó por la U. D. San Antonio de Regional Preferente, quedando en quinta posición con un balance de 57 puntos. En la temporada 2014-15, regresa a la U. D. Las Palmas para dirigir a la Unión Deportiva Las Palmas "C" que militaba en Regional Preferente durante dos temporadas.
En la temporada 2016-17, sería segundo entrenador de Las Palmas Atlético de la Tercera División de España, formando parte del cuerpo técnico de Manolo Márquez, con el que logró el ascenso a la Segunda División B.
En noviembre de 2017, firmó como entrenador de la U. D. Tamaraceite de la Regional Preferente, club en el que ya trabajaba en el cargo de director deportivo desde hacía cuatro temporadas y media. Al término de la temporada 2017-18, logró el ascenso a la Tercera División de España, siendo campeón de la Regional Preferente.
En la temporada 2018-19, se proclamó campeón del grupo canario de la Tercera División, pero no logró ascender de categoría siendo eliminado por la Penya Deportiva y A. E. Prat, respectivamente. En la temporada 2019-20, la U. D. Tamaraceite acabó la liga en cuarta posición tras la suspensión de la misma por la pandemia de covid y volvería a disputar los play-offs de ascenso a la Segunda División B, esta vez sí, logró el ascenso a la Segunda División B, siendo el primero en la historia del modesto club canario. En la temporada 2020-21, dirigió alclub en la Segunda División B junto a Pachi Castellano, con el que logró mantener la categoría.
El 25 de junio de 2021, firmó por la AD Ceuta FC de la Segunda División RFEF. Al término de la temporada 2021-22, consiguió el ascenso a la Primera División RFEF.
El 18 de septiembre de 2022, sería destituido como entrenador del conjunto ceutí tras perder los 4 partidos de las 4 primeras jornadas en la Primera División RFEF.
El 4 de octubre de 2023, firma como entrenador del Terrassa F. C. de la Segunda División RFEF.

## Trayectoria como entrenador
| Club                                                 | País   | Año       |
| ---------------------------------------------------- | ------ | --------- |
| C. D. Goleta                                         | España | 2009-2013 |
| U. D. San Antonio                                    | España | 2013-2014 |
| Unión Deportiva Las Palmas "C"                       | España | 2014-2016 |
| Unión Deportiva Las Palmas Atlético (2.º entrenador) | España | 2016-2017 |
| U. D. Tamaraceite                                    | España | 2017-2021 |
| AD Ceuta FC                                          | España | 2021-2022 |
| Terrassa F. C.                                       | España | 2023-     |